# ピエモンテ (防護巡洋艦)
| 防護巡洋艦「ピエモンテ」。 | |
| 艦歴                       | |
| 発注                       | |
| 起工                       | 1887年 |
| 進水                       | 1888年8月23日 |
| 就役                       | 1889年8月8日 |
| 除籍                       | |
| その後                     | 1920年5月15日売却後に解体 |
| 前型                       | ドガリ |
| 後型                       | エットーレ・フィエラモスカ |
| 性能諸元                   | |
| 排水量                     | 常備：3,150トン |
| 全長                       | 97.8m |
| 全幅                       | 11.6m |
| 吃水                       | 5.1m |
| 機関                       | 形式不明石炭専焼円缶4基 +三段膨脹式レシプロ機関2基2軸推進 |
| 最大出力                   | 常時：7,100shp 公試時：12,000shp |
| 最大速力                   | 20.4kt 公試時：22.0ノット |
| 燃料                       | 石炭：500トン（常備）、800トン（満載） |
| 乗員                       | 330名 |
| 兵装                       | アームストロング 1892年型 15.2cm（40口径）単装速射砲6基 アームストロング 1884年型 12cm（40口径）単装速射砲6基 アームストロング 1884年型 5.7cm（40口径）単装速射砲10基 オチキス 3.7cm（23口径）ガトリング機砲6基 35.6cm水中魚雷発射管単装4基 |
| 装甲                       | 甲板：76mm（主甲板） 防盾：-mm（最厚部） 司令塔：-mm（最厚部） |

ピエモンテ（Piemonte）とは、イタリア海軍の防護巡洋艦で同型艦はない。設計者はフィリップ・ワッツ。

## 概要
本級はアドリア海を挟んで対峙するオーストリア＝ハンガリー帝国海軍の防護巡洋艦に対抗して「ドガリ」に引き続きアームストロング社に発注された艦である。建造はエルジック造船所で行われ1889年に竣工した。艦形はジョバンニ・バウサンの改良型で若干排水量が大型化された。

## 艦形
船体形状は小型の船体に準戦艦級の主砲を積む関係から水面から乾舷が低い平甲板型船体となっており、同時期にイギリスで建造された大日本帝国海軍の防護巡洋艦「浪速型」に似た艦容である。
艦の構造を前部から記述すると、水面下に衝角が付き水線部に35.6cm水中魚雷発射管の付く艦首、主砲の15.2cmを防楯の付いた単装砲架で1基が配置され、その後方に両脇に船橋を持つ操舵艦橋を基部とする2段の見張り所を持つ前部マストが立つ。船体中央部に2本煙突が立ち、その周囲には煙管型の通風塔が立ち並び、空いた場所は艦載艇置き場となっており、艦載艇は2本1組のボート・ダビットが片舷2組で計4組により運用された。
左右の舷側に張りだしが設けられ、そこに副砲である15.2cm速射砲が防盾の付いた単装砲架で等間隔に片舷2基ずつ配置された。後部甲板上に前部と同じ様式の後部マストと後部見張所で上部構造物が終了し、その下の後部甲板上に6番主砲が後向きで1基配置された。

## 参考図書
- 「世界の艦船増刊　イタリア巡洋艦史」（海人社）
- 「Conway All The World's Fightingships 1860-1905」（Conway）